# Дифракція

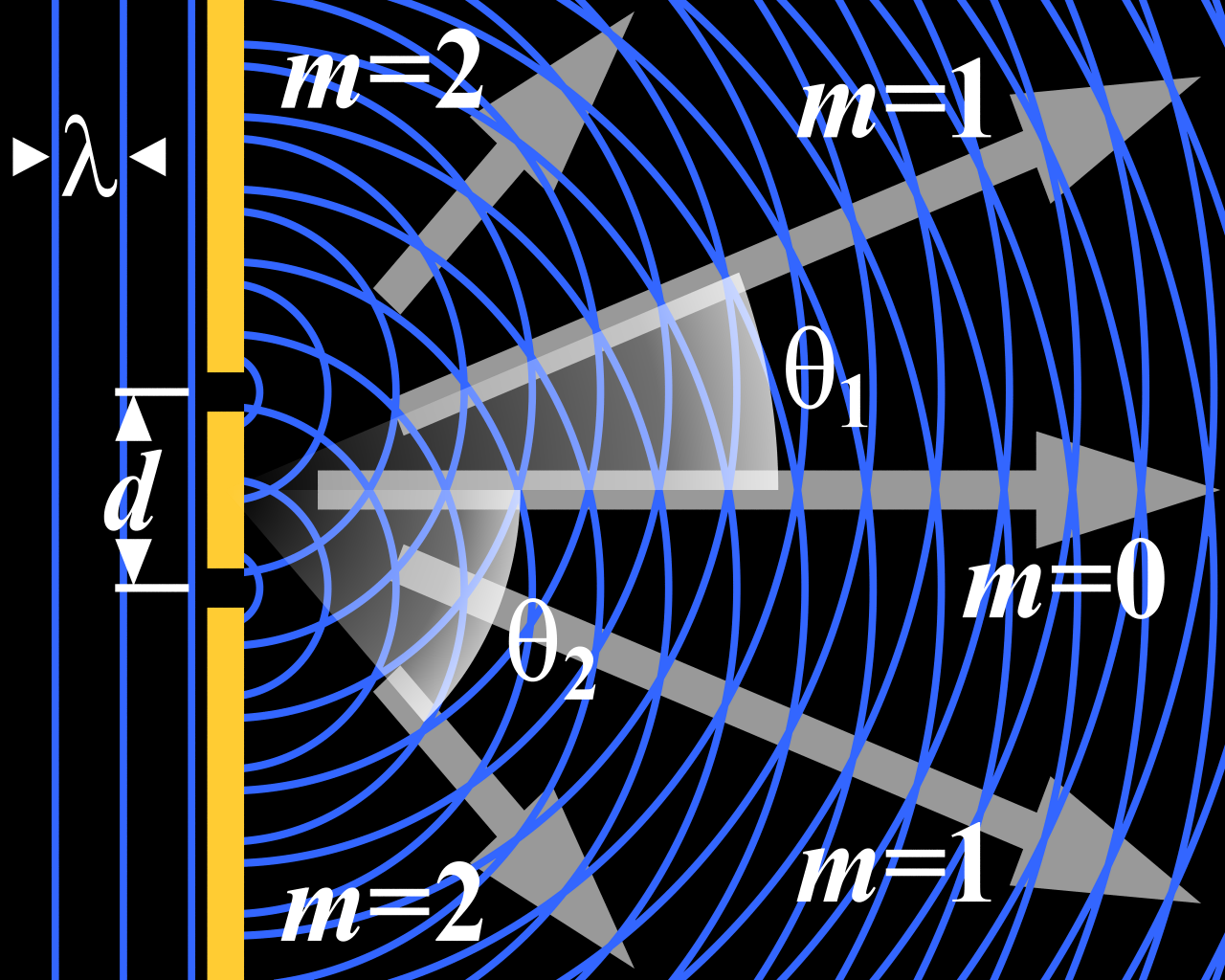
Дифракція на двох щілинах

Дифракція — явище, що виникає при поширенні хвиль (наприклад, світлових і звукових хвиль). Суть цього явища полягає в тому, що хвиля здатна оминати перешкоди. Це зумовлює те, що хвильовий рух спостерігається в області за перешкодою, куди хвиля не може потрапити прямо. Явище пояснюється інтерференцією хвиль на краях непрозорих об'єктів або неоднорідностях між різними середовищами на шляху поширення хвилі. Прикладом може бути виникнення кольорових світлових смуг в області тіні від краю непрозорого екрана.
Дифракція добре проявляється тоді, коли розмір перешкоди на шляху хвилі порівняний з її довжиною або менший.

## Історія

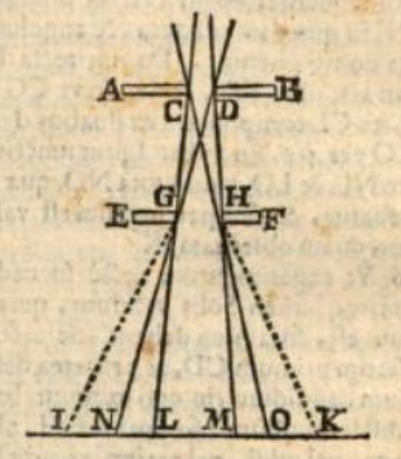
Один з експериментів Грімальді: світло проходить послідовно через дві вузькі щілини, але освітлена зона на екрані є значно ширшою, ніж це мало б бути якби світло розповсюджувалося лише прямолінійно

Дифракція світла була вперше описана італійським єзуїтом Франческо Грімальді. Свої експерименти він описав у книзі "De Lumine", що була опублікована у 1665 році (за два роки після смерті самого Франческо). У книзі описано два експерименти, де спостерігалося нове явище: у першому вимірювалися розміри тіні від об'єкту, що освітлювався через невеликий отвір, а у другому — розміри світлового конуса після проходження крізь дві вузькі щілини. В обох випадках взаєморозташування освітлених і затемнених ділянок було не таким, як передбачала геометрична оптика, а на межі світла і тіні можна було побачити веселкові смуги. 
Грімальді пояснював результати експериментів тим, що існує, окрім відомих у той час трьох способів розповсюдження світла (прямолінійного, відбиття і заломлення) існує ще одне, для якого він запропонував назву "дифракція", від латинського слова diffringere, що означає "розпадатися на частини". 
Грімальді не бачив можливості пояснити це явище з точки зору корпускулярної теорії світла, і був певен, що світло є рідиною, а кольори є різними видами цієї рідини.
Експерименти Грімальді справили враження на деяких вчених того часу. Так, про них писав Оноре Фабрі, з книги якого про ці результати дізнався й Ісаак Ньютон.
Також, ймовірно, незалежно від Грімальді, дифракцію відкрив Роберт Гук — він закривав частину світлового конуса гострим лезом, і спостерігав веселкові смуги, що утворювалися у тіні, а також темний ореол поряд з краями круглої освітленої ділянки, що утворювалася при проходженні сонячного світла кріль малий отвір.
У 1690 році Християн Гюйгенс сформулював принцип розповсюдження хвиль, що відомий зараз як принцип Гюйгенса-Френеля: кожна точка фронту хвилі породжує вторинні хвилі, що розповсюджуються в усіх напрямках. Врахування цього принципу пояснювало огинання перешкод світлом (або будь-якими іншими хвилями, наприклад, хвилями на воді).

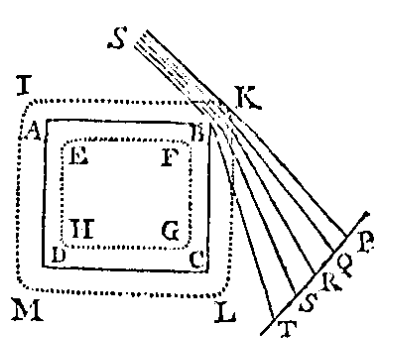
Ньютонівська інтерпретація дифракції, пов'язана з нерівномірностями у густині ефіру біля тіл

Ньютон натомість не вважав світло хвилями ніякого середовища (хоча, його теорія щодо природи світла була складнішою ніж просто "корпускулярна", як це часто вважається: згідно з уявленнями Ньютона, світло є корпускулами, які взаємодіють з ефіром — середовищем, у якому, в свою чергу, можуть виникати хвилі). Після ознайомлення з явищем дифракції Ньютон вніс зміни у свою гіпотезу: він постулював, що ефір трохи змінює свої властивості біля непрозорих тіл, а також частково заходить всередину таких тіл. Дифракція ж у такому випадку пояснювалася ним як особливий випадок заломлення. Неприйняття Ньютоном хвильової теорії світла пояснювалось тим, що, він вважав, що вона не могла пояснити, як біле світло розкладається на спектральні компоненти призмою, а потім може бути зібране назад у біле. 
У 1785 році американський астроном Девід Ріттенхаус винайшов дифракційну ґратку. Ріттенхаус почав свої дослідження після того як його друг, юрист Ф. Гопкінсон, попросив його роз'яснень щодо дивного ефекту: при розгляданні вуличного ліхтаря через хустинку, темні смуги перед очима не змінювали свого положення при переміщені хустинки. Ріттенхаус зробив квадрат з тонких паралельних дротинок (з щільністю 190 дротинок на дюйм), і спостерігав розкладання світла на спектр. Проте відкриття Ріттенхауса не зацікавило його сучасників, і сам він не надав йому великого значення. Через високий авторитет Ньютона, протягом 18 століття в основному вчені вважали світло потоком корпускул, що певною мірою гальмувало розвиток уявлень про дифракцію. Принцип роботи дифракційної ґратки неможливо пояснити спираючись на цю теорію, що, можливо, стало однією з причин того, що досліди Ріттенхауса були забуті. 

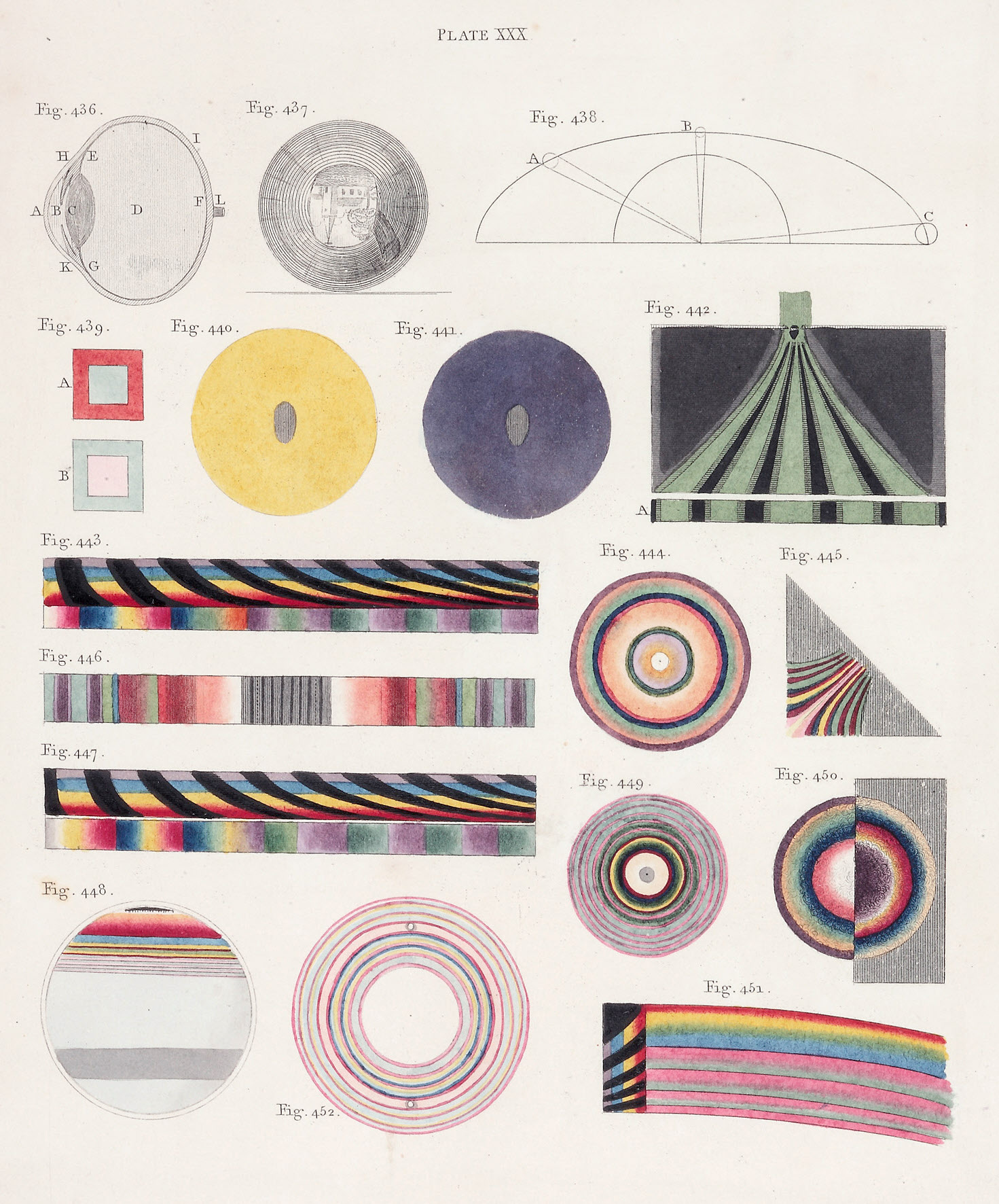
Сторінка з "Лекцій" Юнга, де він зображує свій експеримент з дифракції

У 1801 році Томас Юнг, надихнувшись вже відомим тоді явищем інтерференції звукових хвиль спробував зафіксувати аналогічні ефекти і для світла. Він провів експеримент, у якому пропускав світло через невеликий отвір, розділений тонкою перегородкою. Два отримані пучки дійсно інтерферували між собою, і на стіні можна було бачити ряд темних і світлих смуг. За результатами експерименту Юнг зміг навіть оцінити довжину хвилі видимого світла. Юнг описав свої експерименти у роботі "On the theory of light and color", і навіть зробив модель для демонстрації інтерференційної картини на прикладі хвиль на воді. Проте наукова спільнота все ще була не готова до заперечення теорії Ньютона. Також, уявлення Юнга щодо дифракції були багато у чому заскладними, а тому його інтерпретація цього явища була не дуже переконливою. Згідно його теорії, при дифракції пласкої хвилі на деякій перешкоді, вторинна хвиля утворюється лише локально, неподалік від самої перешкоди, у місці різкого перепаду амплітуди хвиль, і інтерференційна картина утворюється саме через взаємодію основної хвилі з вторинною. Іншими словами, Юнг стверджував, що хвиля розширюється не лише перпендикулярно фронту, але і вздовж нього, і швидкість такого розширення пропорційна швидкості спадання амплітуди (подібно до дифузії). Підхід Юнга не дозволяв обчислити параметри дифузії кількісно, що стало ще однією причиною відсутності визнання іншими вченими. Втім, пізніше було показано, що його опис математично також є правильним (і, у деяких ситуаціях, навіть більш вірним ніж Френеля), хоч і важким для сприйняття. Так, наприклад, розповсюдження хвилі паралельно поглинаючій поверхні (наприклад, радіохвилі над поверхнею Землі) краще вирішуються за допомогою юнгівського підходу.

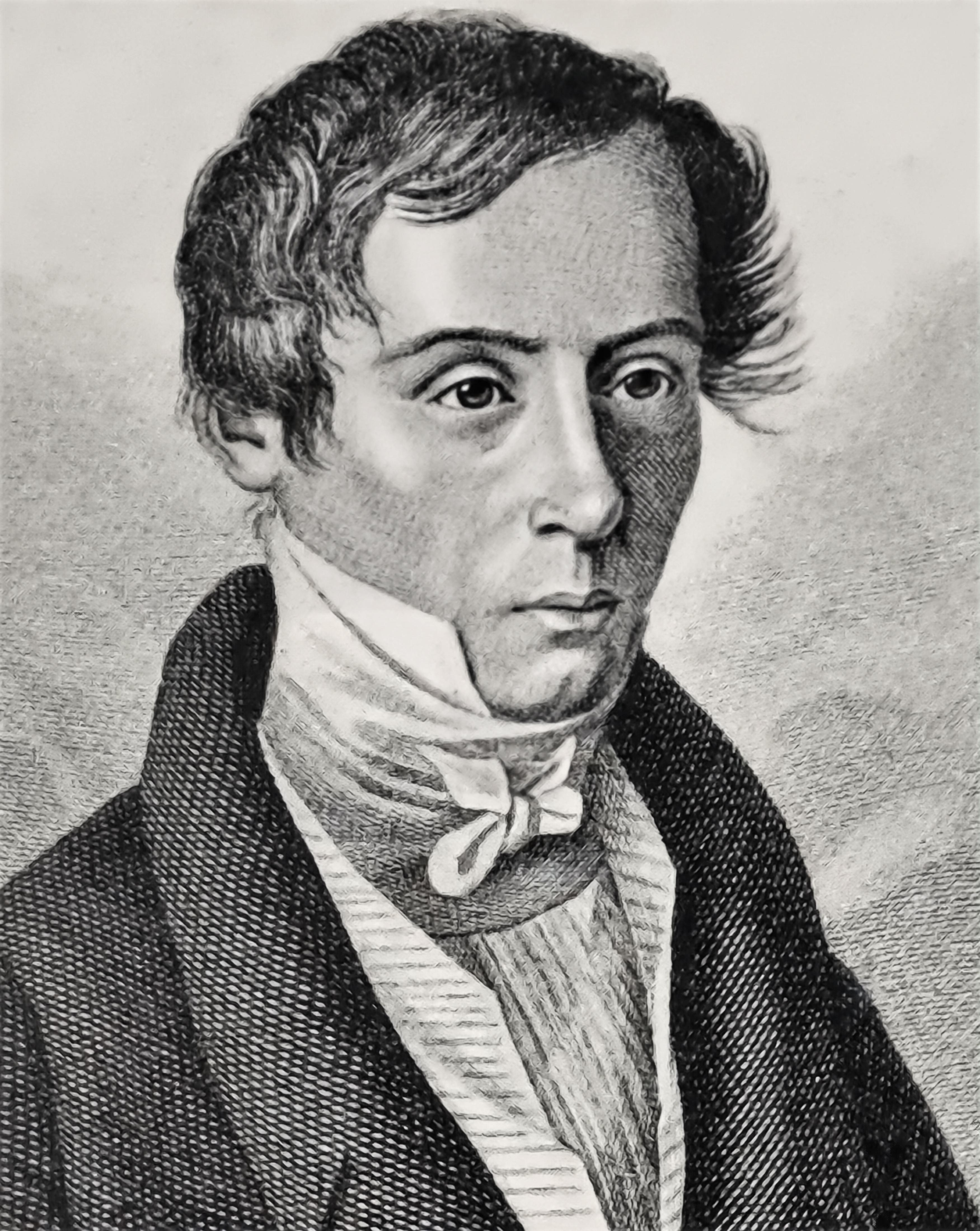
Огюстен Френель

Проривом у розумінні дифракції стали роботи Френеля (1815), який зміг повернути наукову думку до хвильових уявлень про світло. Його роботи базувалися на уявленнях Гюйгенса: кожна точка фронту хвилі (в тому числі і точки на віддалені від перешкоди) породжує вторинні хвилі. Для обчислення інтенсивності освітлення у деякій точці на екрані, необхідно просумувати вклади кожної точки фронту, враховуючи фази хвиль. Саме через те, що вторинні хвилі, що приходять з різних точок можуть знаходитися у протифазі, вони можуть повністю гасити одна одну, через що і виникає чергування світлих і темних смуг на екрані.
У теорії Френеля лишалося кілька нерозв'язаних питань. Наприклад, у ній не враховуються вторинні хвилі, що рухаються назад відносно напрямку руху фронту хвилі, і причини цього ніяк не пояснюються. У 1882 році Густав Кіргхоф зміг вивести закони дифракції безпосередньо з хвильового рівняння. Він показав, що якщо кривина фронту хвилі є великою порівняно з довжиною хвилі, то постулати Френеля виводяться з створеної Кірхгофом теорії дифракції. 
У 1927 році Клінтон Девіссон і Лестер Джермер у Нью-Йорку, і, незалежно, Джордж Томсон у Абердині спостерігали двощілинну дифракцію електронів. Пізніше було підтверджено, що всі частинки мають хвильові властивості, а отже можуть дифрагувати.
Не зважаючи на те, що аналогія з хвилями на воді з найперших публікацій використовувалася при описі світлових хвиль, математичний опис дифракції таких хвиль не був розвиненим. Лише у 1952 році теорія дифракції морських хвиль на хвилерізах була описана Вільямом Пенне і Альбертом Прайсом.

## Дифракція на щілині

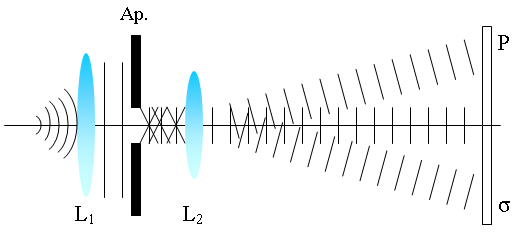
Схема утворення областей світла й тіні при дифракції на щілині

У випадку, коли хвиля падає на екран зі щілиною, вона проникає за перешкоду завдяки дифракції, проте спостерігається відхилення від прямолінійного розповсюдження хвиль. Інтерференція хвиль за екраном призводить до виникнення темних та світлих областей, розташування яких залежить від напрямку, в якому ведеться спостереження, віддалі від екрана тощо.

## Дифракція в природі та техніці
Дифракція звукових хвиль часто спостерігається в повсякденному житті, оскільки ми чуємо звуки, які долинають до нас з-за перешкод. Легко спостерігати огинання невеликих перешкод хвилями на воді.

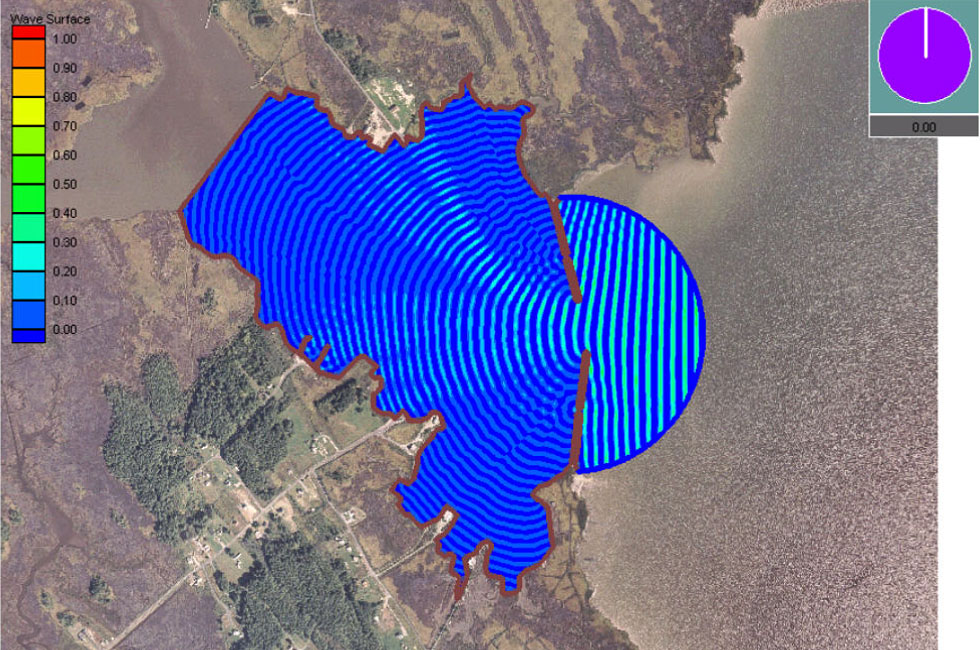
Дифракція і рефракція хвиль на воді

Наукові й технічні використання явища дифракції — різноманітні. Дифракційні ґратки служать для розкладу світла в спектр й для створення дзеркал (наприклад, для напівпровідникових лазерів). Дифракція рентгенівських променів, електронів та нейтронів використовується для дослідження структури кристалічних твердих тіл.
Водночас дифракція накладає обмеження на роздільну здатність оптичних приладів, наприклад, мікроскопів. Об'єкти, розміри яких менші за довжину хвилі видимого світла (400 {\displaystyle \div } 760 нм) неможливо розглянути в оптичний мікроскоп. Схоже обмеження діє в методі літографії, який широко використовується в напівпровідниковій промисловості при виробництві інтегральних схем. Тому доводиться використовувати джерела світла в ультрафіолетовій області спектру.

## Дифракція світла
Явище дифракції світла наочно підтверджує теорію корпускулярно-хвильової природи світла.
Спостерігати дифракцію світла важко, оскільки хвилі відхиляються від перешкод на помітні кути лише за умови, що розміри перешкод приблизно дорівнюють довжині хвилі світла, а вона дуже мала. 
Уперше, відкривши інтерференцію, Юнг виконав дослід з дифракції світла, за допомогою якого були вивчені довжини хвиль, що відповідають світловим променям різного кольору. Вивчення дифракції отримало своє завершення в працях Огюстена Френеля, який і побудував теорію дифракції, що в принципі дозволяє розраховувати дифракційну картину, яка виникає внаслідок огинання світлом будь-яких перешкод. Таких успіхів Френель досягнув, об'єднавши принцип Гюйгенса з ідеєю інтерференції вторинних хвиль. Принцип Гюйгенса формулюється так: дифракція виникає внаслідок інтерференції вторинних хвиль.

## Дифракція Бреґґа
Дифракція,  що  виникає,  коли  промені  проходять  через
правильну  періодичну  структуру,  зокрема  таку  як  система
атомів у кристалі. Кожний розсіювальний центр (напр., атом) 
діє  як  точкове  джерело сферичного  фронту  хвиль,  ці  хвилі
зазнають  інтерференції  з  утворенням  дифракційних  пучків, 
напрямок яких описується рівнянням: 
mλ= 2dsinθ,
де m — ціле число, λ— довжина хвилі, d— відстань між
розсіювальними центрами, θ— кут дифракції. 
Широко використовується в рентгеноструктурному аналізі.

## Дифракція електронів з низькою енергією
Інша назва методу - дифракція повільних електронів (ДПЕ), або ж LEED (англ. low-energy electron diffraction).
Метод,  заснований  на  вимірюванні  розподілу  відбитих  від
кристалічної  поверхні  електронів  за  кутовою  інтенсивністю
при бомбардуванні електронами з низькою енергією (E< 500 еВ)  під  великим  кутом  падіння.  Дифракційна  картина  дає
інформацію про розташування атомів у поверхневому шарі.